# Олександродар (Вознесенський район)
Олександрода́р — село в Україні, у Доманівській селищній громаді Вознесенського району Миколаївської області. Населення становить 191 особа. Колишній орган місцевого самоврядування — Петропавлівська сільська рада.

## Населення

### Мова
Розподіл населення за рідною мовою за даними перепису 2001 року:
| Мова       | Кількість | Відсоток |
| ---------- | --------- | -------- |
| українська | 174       | 91.10%   |
| російська  | 11        | 5.76%    |
| румунська  | 6         | 3.14%    |
| Усього     | 191       | 100%     |

## Історія
1 лютого 1945 р. хутір Крафти Олександродарської сільради перейменували на хутір Сила.

## Відомі люди
16 листопада 1948 року в Олександродарі народилась Маковецька Людмила Георгіївна — солістка Київської оперети, Народна артистка України (1985), виконавиця популярних пісень в дуеті з Олександром Трофимчуком.